# 李蕙瑛
李蕙瑛（1969年2月16日—），臺灣女演員。
父親早逝，母親帶著5個孩子改嫁，曾遭繼父虐打；1991年開始李蕙瑛剛入行時，翁大銘會派車到台視接送她拍戲，據悉長達8年。
自2000年開始，在三立電視台多次演出戲劇，從2000年《阿扁与阿珍》至2006年《金色摩天轮》，期間演出的角色，如《台湾阿诚》黄月娥、《台湾霹雳火》陈秀英，讓李蕙瑛的知名度大為提升，相對負面報導也浮現。據《蘋果日報》報導指出，李蕙瑛在2006年曾因為拍戲壓力，造成憂鬱症纏身，也一度遭人質疑暴瘦而遭換角，經三立行銷公關副總張正芬出面解釋，李蕙瑛是為照料病母黃社妹，公司安排換角。聯合報記者趙大智報導2006年12月16日黃社妹去世，2006年12月28日公祭，前男友翁大銘的兩個花籃擺在入口處，非常顯眼；李蕙瑛只發圈內人5張白帖，到場的藝人極少，除了侯怡君、鄭文華的老婆媛媛、前經紀人黃錦鳳之外，還有陳俊生。
後嫁給圈外的美籍華人，定居華盛頓州，雖然結婚多年卻遲遲未生子，2013年返台進行人工受孕，成功後便返美待產，2014年成功生了雙胞胎兒子。

## 演出作品

### 主持節目
- 三立《美食鳳味》

### 電視戏剧
- 台視
  - 七仙女(1991年)
  - 目蓮傳(1992年) 飾 石秀芳/白玉水
  - 可憐戀花再會吧(1992年)
  - 香火情(1993年)
  - 與丈夫共枕
  - 台視劇場作家系列 ~變 飾 尤琴尼
  - 金獎劇場 ~蒲公英的季節 飾 潘淑麗
  - 尪親某親
  - 世間查某人(1993年)
  - 蒲公英的季節(1994年)
  - 查某頭家(1995年) 飾 春繡
  - 聊齋 第五單元:珊瑚變 (1995年) 飾 心艷
  - 愛人同志(1995年)
  - 難忘風雨情(1996年) 飾 麗玲
  - 布袋和尚 第三單元：吉人天相 飾 石玉女 (1998年)
  - 李鐵拐 第二單元：紅顏劫 飾 許玉卿、何仙姑 (1998年)
  - 福德正神土地公 養女湖 飾 玉蓮
  - 台灣廖添丁 飾 小金花子 (1999年)
  - 白髮魔女(1999年)
- 中視
  - 大巡按蕃薯官 飾 寧安公主(1996年)
  - 深深戀情(1997年)
  - 小卒變英雄(1997年)
  - 阿爸的私房錢(1997年)
  - 布袋和尚飾 惠瑛（1997年）
- 三立台灣台
  - 《阿扁与阿珍》饰 李慎梅(2000年)
  - 《九指新娘》饰 吴秀兰(2001年)
  - 《台湾阿诚》饰 黄月娥(2001年)
  - 《负君千行泪》饰 杨春绸(2002年)
  - 《台湾霹雳火》饰 陈秀英、陈秀兰(2002年)
  - 《桂花巷》飾 林雲雀 (2002年)
  - 《天地有情》饰 周秀芳(2003年)
  - 《台湾龙卷风》饰 白燕青(2004年)
  - 《金色摩天轮》饰 赵锦鳳(2005年)